# قباد كندي (قشلاق الجنوبي)
قباد کندي (بالفارسية: قبادکندی) هي مستوطنة تقع في إيران في قسم قشلاق الجنوبي الريفي. يقدر عدد سكانها بـ 112 نسمة .